# زولا پردوزا
زولا پردوزا (به ایتالیایی: Zola Predosa) یک کومونه در ایتالیا است که در استان بولونیا واقع شده‌است. زولا پردوزا ۳۷٫۷۵ کیلومتر مربع مساحت و ۱۸٬۹۳۹ نفر جمعیت دارد و ۷۴ متر بالاتر از سطح دریا واقع شده‌است.

## خواهرخوانده
شهر بخش تیمرا خواهرخواندهٔ زولا پردوزا هست.